# Pidbuj
Pidbuj (în ucraineană Підбуж) este o așezare de tip urban din raionul Drohobîci, regiunea Liov, Ucraina. În afara localității principale, mai cuprinde și satul Storona.

## Demografie
Componența lingvistică a așezării de tip urban Pidbuj
     Ucraineană (99,65%)
     Alte limbi (0,32%)
Conform recensământului din 2001, majoritatea populației așezării de tip urban Pidbuj era vorbitoare de ucraineană (99,65%), existând în minoritate și vorbitori de alte limbi.